# Hadjina distinctior
Hadjina distinctior là một loài bướm đêm trong họ Noctuidae.